# Jean-Baptiste Berton
Jean-Baptiste Baron Berton (* 15. Juni 1769 in Francheval bei Sedan; † 5. Oktober 1822 hingerichtet) war ein französischer General.

## Leben
Berton trat 1792 als Sous-lieutenant in die Legion des Ardennes ein. Er zeichnete sich in den Feldzügen der Ersten Republik und des Kaiserreichs aus, so insbesondere 1808–13 in Spanien, wo er Chef des Generalstabs des Generals Horace-François Sébastiani war, Málaga eroberte und zum Militärgouverneur Andalusiens avancierte. Am 30. Mai 1813 wurde er von Napoleon zum Général de brigade befördert und hatte dies Stellung  u. a. in den Schlachten bei Toulouse (10. April 1814) und Waterloo (18. Juni 1815) inne.
Nach der Rückkehr der Bourbonen (1815) gehörte Berton zu den Gegnern der Regierung und veröffentlichte mehrere im demokratischen Geist verfasste Schriften, so 1819 einen Kommentar zu General Tarayres Werk De la force des gouvernements (dt. Die Stärke der Regierungen) sowie 1820 die gegen den Generaldirektor der Polizei, Édouard  Mounier, gerichtete Abhandlung Considerations sur la police (dt. Politische Überlegungen). Daraufhin wurde er aus der Liste der Armee gestrichen. Er ließ sich dann in aufrührerische Unternehmungen ein, wie solche damals öfters von geheimen Agenten der Regierung geleitet wurden, um den Aufständischen Schlingen zu legen. Ein Haftbefehl wurde gegen Berton erlassen, aber er entfloh in die Bretagne, trat dort an die Spitze der Unzufriedenen und verkündete am 24. Februar 1822 eine provisorische Regierung in Thouars. Mit einer kleinen Schar Bewaffneter zog er gegen Saumur. Seine Truppe zerstreute sich jedoch bereits vor den Toren der Stadt, so dass Berton in der dortigen Umgebung einige Zeit als Flüchtling umherirrte.
Schon war von der (angeblichen) Flucht Bertons nach Spanien die Rede, als er am 17. Juni 1822 durch Verrat in Laleu in Gewahrsam genommen und nebst seinen Mitschuldigen, unter Umgehung der zuständigen Richter am Assisenhof zu Deux-Sèvres, vor die Assisen zu Poitiers gestellt wurde. Er erhielt nicht den von ihm gewählten Verteidiger zur Seite gestellt und durfte auch nicht den ihm aufgezwungenen Anwalt sehen. Ferner wurden mehrere Entlastungszeugen unter den Geschworenen nicht angehört. Der Generalprokurator Claude Mangin beleidigte, verhöhnte und beschimpfte den Gefangenen. Berton verteidigte sich mit Ruhe und Mäßigung und suchte zu beweisen, dass er nicht die Dynastie habe stürzen, sondern nur der Willkür der reaktionären Kreise Einhalt gebieten wollen. Nach langen Debatten wurde er mit drei Anderen zum Tod verurteilt. Vergeblich drang er mit gesetzlicher Berechtigung auf Kassation des Urteils. Am 5. Oktober 1822 musste er das Schafott besteigen und wurde hingerichtet. Den Söhnen Bertons, die Beweise hatten, dass ihr Vater auf die Kassation des Urteils gesetzlichen Anspruch hätte, waren allerlei Hindernisse in den Weg gelegt worden und den einen hatte der Kommandant von Poitiers trotz des ihm erteilten Urlaubs festnehmen lassen. Auch wurde ihnen nicht gestattet, dem Vater ein Denkmal zu setzen.
Von einigen anderen politischen und militärischen Schriften Bertons ist insbesondere Précis historique, militaire et critique de batailles de Fleurus et de Waterloo (dt. Historische, militärische und kritische Zusammenfassung der Schlachten von Fleurus und Waterloo) (Paris 1818) erwähnenswert.